# SV Concordia
El SV Concordia fue un velero con casco de acero construido en Polonia en 1992 para el West Island College de Montreal (Canadá). Funcionó como buque escuela de vela hasta que volcó y se hundió el 17 de febrero de 2010.

## Hundimiento
El 17 de febrero de 2010, el SV Concordia se topó con lo que el capitán del buque llamó una microrráfaga a unos 550 kilómetros (300 millas náuticas) al sureste de Río de Janeiro, Brasil, en mares agitados y vientos fuertes. El buque volcó de costado en 15 segundos y finalmente se hundió 20 minutos después.
En septiembre de 2011, el informe de la Junta de Seguridad del Transporte de Canadá concluyó que "la velocidad del viento que experimentó el buque en el momento del derribo probablemente oscilaba entre 25 y 50 nudos (46 a 93 km/h; 29 a 58 mph). Si bien es probable que el viento tuviera un componente vertical, no hay pruebas de que se produjera una microrráfaga en el momento del derribo". El informe también concluyó que el buque se manejaba de una manera que no le permitía "... reaccionar adecuadamente a las condiciones meteorológicas cambiantes y mantener la estabilidad del buque".

"No se comprendió el riesgo de que se produjera un derribo", dijo Jonathan Seymour, miembro de la junta directiva de la TSB. Como resultado, no se tomaron "medidas adecuadas" antes de que se produjera la borrasca, como reducir el velamen, cambiar el rumbo o sellar los puntos de entrada de agua.

—  Globe and Mail, 29 de septiembre de 2011.

Todos a bordo abandonaron el barco con éxito. Como el vuelco fue tan rápido, no se hizo ninguna llamada de socorro por radio, pero se liberó hidrostáticamente una radiobaliza de emergencia y se activó automáticamente cuando el barco se hundió.
El Concordia se hundió a las 14.23 horas, hora local, del miércoles. A las 14.25 horas, el contramaestre del Concordia, Geoffrey Byers, nadó para recuperar la radiobaliza de emergencia y la subió a bordo de las balsas. El capitán ordenó que alguien mantuviera la radiobaliza de emergencia en posición vertical en todo momento y la mantuviera a salvo de daños. La señal de la radiobaliza de emergencia fue recibida a las 15.05 horas por el satélite geoestacionario operativo ambiental GOES 12. La posición del hundimiento, 27°28′S 40°53′O, se determinó a las 15.25 horas, hora local. El informe de la TSB señaló que la base de datos de la radiobaliza de emergencia solo incluía un número de teléfono para el Concordia y que ese número no había estado en servicio desde 2004.
A la mañana siguiente, a las 08.06 horas, el Centro de Coordinación de Salvamento Marítimo de Brasil envió un fax al Centro de Coordinación de Salvamento Conjunto de Halifax solicitando información sobre el Concordia. Después de intentar ponerse en contacto con el Concordia, un avión de la Fuerza Aérea Brasileña fue enviado a las 17.00 horas, hora local, del jueves y avistó las balsas salvavidas 3 horas después.
Los supervivientes pasaron casi 30 horas en balsas salvavidas antes de que el avión los avistara. Se lanzaron bengalas desde las balsas y el avión hizo parpadear sus luces de aterrizaje en respuesta y dirigió a los buques mercantes cercanos hacia el lugar. Las luces de los buques de carga de virutas de madera Hokuetsu Delight y Crystal Pioneer de Mitsui OSK Lines fueron avistadas por los supervivientes a la 1:30 am hora local y el rescate se completó a las 8 am hora local. 
41 horas después del hundimiento la tripulación se encontraba a salvo a bordo de los barcos de rescate. Las 64 personas (48 estudiantes, ocho profesores y ocho tripulantes) que se encontraban a bordo fueron rescatadas de tres balsas salvavidas grandes y una pequeña.